# 紳士同盟†
『紳士同盟†』（しんしどうめいクロス）とは種村有菜の少女漫画作品。
『りぼん』（集英社）において2004年9月号から2008年7月号まで連載、全47話。作者のキャリアの中で2番目に長く連載されている作品である。単行本はりぼんマスコットコミックスから全11巻が発売されており、8巻に「少女イブ☆林檎じかけの24時」、11巻に「海の地球儀・夜想曲」が併録されている。なお10巻において、『りぼん』初の特装版が出版された。
帝国学園を舞台にした生徒会中心に描かれた学園ラブコメディ。2004年12月号の応募者全員大サービスにてドラマCDになっている。

## あらすじ
主人公、元ヤンキー乙宮灰音は資産家のみが入学できる学園『帝国学園』に通う高校1年生である。この学園では生徒たちが金・銀・銅とランク付けされており、灰音はこの中で一番格下の銅に位置している。
そんな灰音が恋心を抱いているのは帝国学園高等部生徒会長の東宮閑雅（通称皇帝）。ある出来事をきっかけに灰音は生徒会に入り、庶務兼皇帝の用心棒となった。さらに今は皇帝の女よけとしての偽恋人となり、学園内ただ1人の特別なランクであるプラチナとなる。
閑雅に段々近づいていく灰音だが、ある事件から、現在帝国学園に通っている閑雅は、本当の閑雅ではないと気付いてしまう。
実は、閑雅には双子の兄がいて、高等部からはその兄・東宮高成が病気を患っている閑雅の代わりに影武者として学園に通っていたのだ（このことは東宮家の人物と灰音以外は知らない）。また、灰音が大好きな絵本を描いたのは高成で、灰音がヤンキーをやめるきっかけをくれたのは閑雅だった。
その後、灰音は、自分が閑雅だけではなく、高成も好きだと気付く。

## 登場人物
キャストはドラマCD版のもの。
登場人物の苗字はすべて｢○宮｣で統一している（作者曰く、理由は「最初から人物が多いのが分かっていたので、色々考えるのが大変そうだったから」「統一感が欲しかった」「金持ちそうだから」）。ただし、舞加（璃宮〈りきゅう〉）や閑雅や高成（東宮〈とうぐう〉）などの作者にとって特別なキャラは読み方を変えている。

### 主要登場人物
乙宮 灰音（おとみや はいね） 現在の階級は《プラチナ》（当初は《銅》）
声 - 桑島法子
1月21日生まれのO型。本作品の主人公。生徒会の用心棒兼庶務担当。人気投票では2位を獲得。
幼少の頃、本作品中にある絵本『忘れられない魔女の歌』を読み、それ以来作者である東宮閑雅に恋心を抱くようになる。なお幼い頃に和仁に連れられて参加したパーティにて、遠目に彼の姿を見ていた。
小学4年生頃まで香宮家で暮らしていたが、香宮和仁の考えにより金銭との交換で乙宮家の養女となった過去を持つ（実は香宮和仁の子供ではなく、乙宮樹と香宮舞加の子供）。その事件が深いトラウマとなり、金銭で物事を解決することに過敏に反応するようになる。
乙宮家の養女となる以前、香宮家は東宮家と引けをとらない名家だったが、当時不況だった香宮家は総額120億円を投じて何とか持ち直した。反対に灰音を受け入れた乙宮家が不況になったことから、灰音に原因があるという悪い噂があった。
性格は単純で多少能天気だが、優しく真っ直ぐで人の気持ちに敏感。しかし血縁関係のない弟の乙宮草芽の恋心には全く気付いていない。
また頭はそれほど良くない（難しいことを考えるとすぐに知恵熱を出してしまう）が、運動神経抜群で身体能力が高い。苦手な教科は現代国語で、台詞の中で誤字が多いことが特徴（真栗に誤字っ子と呼ばれていた）。実は痩せ型肥満（体脂肪率30％）。
中学時代はヤンキーで、「浜のシンデレラ」と呼ばれ、名を馳せていた。必殺技は「蛇の道はHEAVY（じゃのみちはヘヴィー）!」（りぼん公式サイト内のゲームでは高速回し蹴りのような技である）。しかし東宮閑雅と再会し、貰った言葉に救われ足を洗った。その時に受けた制裁で折れた為、現在は前歯の2本が差し歯であり、それが取れるとヤンキーであった頃の性分が暴走する。
学園に入ってからは乙宮家の厳しい家計を支える為に毎朝学園内でバイトをしていたが、ある経緯から生徒会に抜擢される。
最終回では高成と結婚する。
東宮 高成（とうぐう たかなり）
声 - 諏訪部順一
10月17日生まれのA型。閑雅の双子の兄。東宮閑雅の影武者であり、帝国学園48代生徒会長=皇帝である。『忘れられない魔女の歌』 の本当の作者（ただし作者名は「東宮閑雅」）。人気投票では4位を獲得。
唯一の金ランク保持者で、学園内に於いても最高権力を持つ。周囲には中学の時は社交的だったが、高校入学と共に一変し無口で無表情な性格に変わったと思われている。だが、それは閑雅本人ではなく、高成が学園に通い始めた故の変貌である。
女子生徒に大人気だが、その堂々たる振る舞いと威厳から男子生徒にも人気を博している。生徒会長になった理由については様々な噂があるが、本人が語りたがらず不明である。
子供の頃は閑雅と仲が良かったが、7歳の時のある出来事がきっかけで閑雅を敵対視するようになった。その後死亡届が提出された為、戸籍上「東宮高成」は死亡していることになっている。しかし後半では怪我をした閑雅の手当てをしたり心配するような言動を見せるなど、兄らしい一面も見せる。
性格は人間嫌いであり、信頼できる人間は使用人の立場にある十夜だけだと断言していた。しかし捨て犬や捨て猫を思わせる、訴えかけられるような切ない目に弱い。
当初は閑雅の想い人である灰音を嫌悪していたが段々と真っ直ぐな心に惹かれ、ついに好きになってしまう。
最終回で戸籍は再発行され、灰音と結婚し香宮家を継ぐことになった。
東宮 閑雅（とうぐう しずまさ） 現在の階級は《金》
10月17日生まれ。A型。高成の双子の弟。東宮家次期当主でもある。人気投票では16位を獲得。
灰音がヤンキー時代に出会った本物の東宮閑雅である。白血病を患っているため、走るなど極度な運動はできない。
7歳の時に祖父の愁一郎が出した試練の際、高成を出し抜くため崖際に石を置き、それを取ろうとして崖から落ちそうになった高成を見捨てたことから高成に嫌われてしまう。
高成を「人形」または「影」と呼び、高成への傲慢な態度や性格が目立つ（作者本人も、傲慢だと語っている）が、怪我をした閑雅に高成が手当てのために「手を出せ」と言った際、素直に手を差し出したりと、弟らしい一面も見える（その際高成が応急処置に使用したハンカチを捨てずに持っている）。傲慢な態度を取っていたのは高成を見捨てた罪悪感から逃れるために、高成に憎まれたかったためと推測される。普段は自宅で療養しているが「学園祭の舞踏会で灰音と踊るため」などの理由から、ごく稀に学園に登校している。
灰音には非常に優しく、彼女を心から愛している（作者自身、閑雅と灰音を「神様と天使の恋」と表現している）。
最終回では手術のため転院。その後留学したが飛び級で卒業。灰音と高成の結婚式の日に帰ってきて、「灰音限定の人妻キラーになる」と宣言する。
また、灰音と高成が結婚後しばらくの間、東宮家に同居するように仕向けた。その理由は、灰音曰く「兄である高成と、前みたいにではなく兄弟として暮らしたいから（番外編最後の部分より要約）」らしい。そのことから灰音や兄に対する彼なりの謝罪の念が窺える。

### 高等部生徒会メンバー
天宮 潮（あまみや うしお） 現在の階級は《銀》
声 - 堀江由衣
2月27日生まれのA型。生徒会の書記担当。人気投票では3位を獲得。
灰音の親友。要点しか言わない主義であり、灰音が「潮っ大好きだよ!」と潮に抱きつくと「当然」と返す。普段は無口かつ無表情だが、近頃は笑顔を見せている。家の中はシンプル・イズ・ベストの如く家具が何もない。
頭脳明晰であり容姿端麗。男子生徒からは「紫陽花の君」と尊称されるほどの圧倒的な支持を得ている。
男嫌いを自認する一方で、自分を信奉する男子生徒と保健室で逢瀬を繰り返していた（キスは灰音と千里だけした）。
母は茶道の家元であり父は不動産屋を営む。両親とは不仲で、実は父親の愛人の娘だが、本妻が子を成せない体の為跡継ぎとして天宮家に迎え入れられた。しかしその後、潮自身もまた子供を産めない体だと判明する。周囲の人間達の冷遇（実際、首を絞められたり毒を盛られたりした）に心を閉ざし生きてきたが、そんな折、警察から逃れ自分の部屋に逃げ込んで来たヤンキー時代の灰音と出会い、それ以来打ち解けた仲である。
灰音が恋慕の情を抱く閑雅のことを快く思っていない（目の上のたんこぶだと本人は断言）。灰音が生徒会に入会したことから、父親に頼んで寄付金を払い生徒会に入会する。
いわゆるヤンデレで、灰音を病的なまでに愛していた。しかし現在は彼女に対する想いが恋ではないことに気付き、成宮千里を好きになる。最終回にて無事両想いとなった。
生徒会での日々で灰音以外の人間とも打ち解け、真栗を気遣ったりまおらとじゃれたりするが、他者と打ち解けた自分と灰音だけを想う自分の間で葛藤する。灰音と再び友情を確認し終えた後は恋人を全部振り、一時高成から奪っていた灰音のネクタイを高成に返し、かわりに灰音からリボン代わりに頭に付けていたネクタイを貰った。
連載前の設定では体外受精で産まれた。そのため愛を知らないと叔父に言われたことに酷く傷ついている。
まおら / 一ノ宮 由貴（まおら / いちのみや よしたか） 現在の階級は《銀》
声 - 種村有菜
8月8日生まれのAB型。生徒会では企画と会計担当。性格はエキセントリック。人気投票では5位を獲得。
親はデザイナーとヘアメイクアーティストである。手先が器用でメイクが得意。更には生徒会専用の制服も手がけている。
女子生徒の服装で登校しているが、実は正真正銘の男性。本名の男性名を名乗らず、周囲には性別の判別しづらい「まおら」の名を名乗っている（「まおら」の由来は、子供時代に見ていた少女変身アニメ「天使戦士」の「マインドオラクルジェネレーション」という呪文からきている）。非常に容姿端麗（女装の時は得意のメイクをしていた）で、女性としても男性としても魅力があり女子生徒からの支持が圧倒的に高い。
髪型はボブヘア（おかっぱ）で、通学時はリボンで部分結い（男装時は低い位置でのポニーテール）をしているが、学校の外では他のヘアスタイル（おだんごヘアなど）も楽しんでいるように見える。本当の性別は中等部からの生徒には周知の事実であるが、高等部から影武者を務める高成や、高等部から編入した灰音は知らず、彼を女性だと信じ込んでいた（人嫌いの潮も当初知らなかったが、後に気付いている）。
生徒会長である東宮閑雅（高成）の次に成績は優秀で頭脳明晰。生徒会の頭脳的存在。そして登場人物の中で最も腹黒い「策士」。しかし根は優しく、自分の気に入った人間、好きな人間には助力を惜しまない。また、灰音の恋心を自分の恋と重ねて見ている傾向がある。初恋相手である真栗とは幼馴染みであると同時に犬猿の仲だった。「オコリマクリ」という名のミニ羊を飼っている。
ある理由から学内郵便を配達する郵便屋さんとして活動していた。作中でその正体が明らかになった際、プラチナである灰音に告白、閑雅（高成）をリコールする。このリコール事件が丸く収まった後、真栗と両想いになった。その後は潮へのプレゼントを一緒に買いに行っている。
辻宮真栗（つじみや まぐり） 現在の階級は《銀》
声 - 野島健児
11月3日生まれのA型。生徒会では副会長。人気投票では6位を獲得。
ゲイであることをほとんどカミングアウトしており、意中の高成に心酔している。性格は嫉妬深く、素直でない。言葉や態度は悪いが、普段は犬猿の仲である灰音を励ましたりするなど、本来の優しさを見せることもある。灰音と同じく単純な一面も持つなど、灰音と真栗は似ているらしい（灰音談）。
家はヤクザ。家は大きいが古く、ふにゃふにゃしたベッドでは眠れないという理由から和室に布団を敷いて寝ている。好きな食べ物はバナナと甘い物。口調は広島弁訛り。風紀委員長の辻宮征光とは兄弟（人前では「兄ちゃん」と呼ぶが、普段は「ゆっき」と呼んでいる〈作者本人のブログ、有菜日記参照〉）。
高等部に入ってからの東宮閑雅（=影武者である高成）を「しーずん」と呼び、恋心を抱いていた。灰音の話で本名が高成だと知ってからは「たかたか」と呼び始めている。
幼少の頃、木登りの最中に落ちてしまった由貴を受け止めた為に頭を5針縫う。その後、傷跡を隠すため包帯を巻き、白い包帯が目立たぬよう髪の色を抜いて金髪にしている（「まおらの初恋ラビリンス」参照）。当初、幼馴染みで仲の良かったまおらを苦手とする一方で、まおらを気にするようなそぶりも見せていた。閑雅（高成）への恋心を諦め親友として側に居ることを決めてからは郵便屋さんに夢中になっていた。
灰音に一喝されたのをきっかけにまおらに告白し、両想いとなる（高成とは『親友』という関係で満足している様子）。なお、まおらに告白する際「強くなる」と言い、ずっと巻いていた頭の包帯をほどいた。
迷彩柄を好んでいるが、そもそもの由来は小さい頃まおらから初めて貰ったプレゼントが迷彩柄であったから（番外編4コマを参照）。その後、服だけでなくカーテン・布団カバー・下着まで迷彩柄にこだわるようになった。
モデルはもこみち（速水？）らしい（作者本人のブログ、有菜日記参照）。

### 高等部生徒会関係者
オコリマクリ
1月1日生まれ。血液型は不明。まおらこと一ノ宮由貴が飼っているペット。ミニチュアの羊（ミニブタのように改良された羊、架空の品種）。本作品のマスコットキャラクター。人気投票は、チョコ先生と同票で27位。
その名の通り常に怒っているように見える。幼少の由貴が家族と牧場へ行った時に一目惚れし、互いに運命を感じて以来由貴と行動を共にしている。まおらの家では郵便屋さんの時のペットの猫のぱる君と仲良く過ごしている。
初期設定時はポシェットだった（11巻収録の資料より）。
十夜（とうや）
5月31日（10月10日）生まれのA型。高成に一生仕える東宮家で最年少の使用人である。人気投票では10位。本名は不明。
5歳の頃高成に拾われ「髪の毛が夜のように黒く、十月十日に拾った」という理由から「十夜」と名付けられた。なので本人は「十月十日が誕生日」と主張。
高成に誠実に仕えており、とても優しく物腰が柔らかい性格と雰囲気を持つ。しかし「高成の為ならなんでもする」という考えがあり、周りが見えていないような行動をとることがある。基本的に灰音を気遣い、彼女と高成が結ばれることを切に願っている。
学園内では地味に思われやすいが、密かなファンが多い。実は『神風怪盗ジャンヌ』に登場する彼方木神楽とは従兄弟の関係だという公式裏設定がある（この設定は作者本人のブログにて明らかになった。単行本において神楽のリメイクキャラである旨は明かされてはいた）。
成宮 千里（なりみや せんり）
声 - 坪井智浩
9月27日生まれのA型。東宮家に仕える執事であり学園の保健医でもある。人気投票では17位。
可愛い女の子が好きで、性格はエロティック。外見もちゃらんぽらんとしている。潮に惹かれており、彼女の灰音に対する想いを知っている。本作品の鍵を握っているのではと思われる描写があり、怪人物である。
16歳の頃から東宮家に仕えている。また、東宮兄弟の亡き母・抄花とは恋仲だった。駆け落ちの道中で抄花を死なせてしまった罰から、東宮家に一生仕えることになる。高校時代は現在とは違い大真面目で、現在閑雅に仕えている桐彬にとって当時の千里は憧れだった（この設定も作者本人のブログにて明らかになった）。
最終回にて、人前では絶対に外さなかった眼鏡を外し、潮と結ばれる（死ぬ寸前の抄花と「抄花以外の誰かを好きになったら、抄花が死んだ場所で、抄花が贈った眼鏡を外す」約束をしていたため）。潮に惚れた理由は、抄花に似ていたから。
辻宮 征光（つじみや ゆきみつ） 現在の階級は《銀》
声 - 森訓久
11月11日生まれのB型。辻宮真栗の兄で、弟の真栗とは1学年違い。人気投票では22位。
閑雅の前の皇帝（生徒会長）だったが、東宮家の命令による千里の画策により失脚し、それを契機に「外道」（後述）のリーダーとなる。それを知った灰音に諭された為に「外道」解散を命じた閑雅（高成）に反旗を翻し彼を襲撃しようとするが、待ち構えていた灰音の活躍により部下ともども一網打尽にされる。その後、天宮潮に諭されたため彼女のファンとなる。
文化祭の「告白大会」で潮に想いを告げたが、ボケで返され有耶無耶にされてしまう。その後念願叶って潮の彼氏（もっとも、多数いるうちの一人に過ぎないが）になるも、保健室での抱擁を灰音や千里に邪魔されたりと、潮への恋心はなかなか報われない。
現在は「外道」の他メンバーとともに風紀委員に就任し、肌も黒から白になる。風紀委員長を務めるが、影では再び皇帝の玉座に座ることを密かに望んでいる。実の弟である真栗を「まぐまぐ」と呼び、真栗からは「ゆっき」と呼ばれている（作者本人のブログ、有菜日記参照）。

### 学園関係者
理恵子（りえこ） 現在の階級は《銅》
声 - 佐藤朱
灰音の友人。あだ名は「りーこ」。人気投票では24位。
灰音が元ヤンキーだと発覚してからは彼女と距離を置いていたが、後に縁を取り戻す。ツカサとは幼馴染。巨乳がコンプレックス。
十夜に恋心を抱いていたがふられてしまう。最終回の灰音と高成の結婚式で灰音が投げたブーケを十夜が受け取り、それを理恵子に渡したことから両思いになったと思われる。
ツカサ 現在の階級は《銅》
声 - 小暮英麻
灰音の友人。りーことは幼馴染。人気投票では橘と同票で20位。
りーこと同様の理由で灰音とは距離を置いていたが、後に縁を取り戻す。さっぱりとした性格の持ち主である。りーこと逆でスレンダー体型。同性の後輩に人気がある。
宮々 みるこ（みやみや みるこ）
5月14日生まれのB型。灰音と潮のクラスの担任。身長143cm。人気投票では14位。
外見も性格も無邪気であどけない（しかし、年齢は26歳である）。ウサ耳のフードパーカーを常時着用しており、通勤時にはデパートの屋上にあるパンダの乗り物に乗ってくる。ぱるくんが好きらしい。
いつも千里からお菓子を貰っており、お菓子を貰うと夢中になって頬張る。しかし本当は甘いものが苦手でブラックコーヒーが好きなどという、大人らしい一面もある。ただし、部屋はとてつもなく汚い（怪しいキノコが生えている、部屋中にゴミが散乱しているなど）。
部屋には不気味な植物（名前はベニュンチョ。口があり動くことから、動物ともいえる）がいて、みるこはペットとして扱い餌をあげたりしている。
山宮 千代子（やまみや ちよこ）
2月27日生まれのB型。閑雅と真栗、まおらのクラスである1年松組の担任。通称「チョコ先生」（このあだ名はみるこが命名した）。人気投票ではオコリマクリ君と同票で27位。
みることは幼馴染みで、クマ耳らしきサングラスを頭に付けている。勝気な性格。千里に対して密かな恋心を抱いており、みるこにお菓子を渡す千里の様子を陰からひっそりと窺ったりなどしている。実は少女趣味で、ぬいぐるみとフリルが大好きだが、必死で隠している。
みるこの母親から頼まれていることもあり、よくマンションの隣室である、みるこの部屋へ行くが、「ベニュンチョ」の餌にされかけるなど、あまり良い扱いを受けていない。
シュトラール=立宮3世（シュトラール たちみやさんせい）
声 - 杉山紀彰
灰音のアルバイト仲間。体格は細いが、学園で守衛をやっている。スイス生まれのドイツ系スイス人（ドイツ生まれのスイス人と日本人の間に生まれたハーフ）。人気投票では13位。
性格はクールドライ。興味の有無が様々でつかみ所が無い人物。イギリス風の衣装を着ており、マルチメディア部部長の兄。実は金持ち（守衛は楽しいからやっているだけ）で、学園長でもある（一応仮面で顔を隠してはいるが）。
郵便屋さんとは茶飲み友達。
郵便屋さん（ゆうびんやさん）
声 - 種村有菜
灰音のアルバイト仲間。学内郵便の配達などを行っている。よく行動を共にし肩に乗せたりしているオス猫の名前は「ぱる」という。実は灰音に想いを寄せている。人気投票では8位。
実は彼の正体は「まおら」で、いずれ皇帝になるであろう閑雅を頭脳としてサポートできるように、そしてそのためには学園のことを詳しく知っておかなければとの学園長の依頼で、正体を隠し郵便屋として働いていた。正体が明らかになってからも、仕事を続けている（シュトラール曰く、「いなくては困るから」）。カラーではまおらと瞳の色が違う。
立宮由美子（たちみや ゆみこ） 現在の階級は《銀》
4月24日生まれのB型。マルチメディア部（後述）の部長をしており、シュトラールの妹。シュトラールとは仲が悪く、お互いがお互いを邪悪だと思っている（作者のブログ、有菜日記より）。人気投票では29位。
部員2人を従えて学園内のスクープを追い求める。閑雅に恋心を抱き、最初はプラチナである灰音を毛嫌いしていたが、まおらの皇帝選挙のときに灰音を助けるなど、最近は認めてきている。
田宮（たみや）
テストの成績上位を狙うため嘘をついて委員の仕事を先延ばしにしたが、閑雅に見つかり委員を解任させられる。閑雅の成績が良いのは「生まれが違うから」と決め付けていたが、その後生まれに負けないための閑雅の隠れた努力に気付き感服した。その後は委員への復帰を望むが、チャンスに恵まれない。
潮に想いを寄せており、潮の複数いる彼氏の内の1人だった。
人気投票では15位。
琴宮 水城（ことみや みずき） 現在の階級は《銀》（中等部にて）
草芽の親友であり、中等部生徒会の書記を務める。人気投票では11位。
女の子が好きで、奥手な草芽とは対照的に女子との付き合いが得意。モテるので周りはいつもハーレム状態。しかし小牧が本命だった為に誰とも本気で付き合ったことがなく、草芽と小牧が一度別れた際に小牧に告白しようとするが、直前で草芽に先を越され泣く泣く諦めた。
最終回では、卒業後に芸能人になったことが判明。
学園長
帝国学園の校長的な存在。シュトラール=立宮3世に非常に似ていて、学園長室にシュトラールが学園で被っている帽子があることから、同一人物と思われる。
灰音に学生時代の樹と舞加の写真を渡し、灰音に出生についての疑惑を持たせる等、怪人物である。

### 香宮家
香宮 和仁（かみや かずひと）
12月21日生まれのA型。灰音の義父。人気投票では18位。
第39代帝国学園皇帝。無口無骨、冷静沈着な人物で近寄りがたい人柄。灰音とも殆ど話をしなかった。また、会社の立て直しのために灰音を乙宮家に5000万円で売った張本人である。一度だけ灰音の誕生日にプレゼントとして絵本『忘れられない魔女の歌』を贈った（それが最初で最後の、灰音への手渡しのプレゼントとなった）。
かつては帝国学園の皇帝であり、プラチナ制度の創設者。学生時代、当時の皇帝・乙宮樹の恋人だった舞加に恋をし、舞加を奪うために無理矢理乙宮樹から皇帝の座を奪って舞加をプラチナにした。
灰音が樹と舞加の子どもである事に気付いており、実の娘ではない灰音に冷たくするような態度を取っているように思えるが、彼女を乙宮に売った本当の理由は、自分のせいで自由を失った舞加の代わりに舞加にそっくりな灰音を自分から自由にして、実父である樹に返してあげたかったから。彼女がプラチナに就任した際、灰音が楽しく学園生活を送れるよう頼むというような内容の手紙を学園長に送るという行動から、心の中では灰音を娘として愛している事がうかがえる。灰音が拉致された際に香宮邸で着ていた服や舞加が着る服などは全て、和仁が選んで決めている。
香宮 舞加（かみや まいか） 旧姓：璃宮（りきゅう）
3月15日生まれのO型。灰音の実母。初代プラチナである。人気投票では8位。
和仁が灰音に対して無愛想であったのに対し、バレエを褒めたり絵本『忘れられない魔女の歌』について語り合ったりと親しく接していた。バレエが上手いらしい（人気投票自己アピールの灰音のコメントから）。
元は香宮の傘下にあった子会社の社長の令嬢。ランクは《銅》であったが、当時の皇帝だった乙宮樹と付き合っていた。しかし、樹から皇帝の座を奪って新たな皇帝となった香宮和仁によって無理矢理プラチナにされてしまい、婚約を結ばれてしまう。樹と最後に密会した時に樹への変わらない想いを告げ、和仁と結婚した後に樹の子供である灰音を出産した。「灰音」という名前は、「樹との恋が燃えつきてしまった」という意を込めて彼女が名付けた。
当初は強引に事を運んだ和仁に対して内心では恨んでいたが、徐々に想いを抱くようになっていった。橘が生まれた後に灰音が樹の元に養女に出された事を知り、後日和仁を問い詰めたが、彼に灰音の出生の秘密を知られていたことを知ったショックで日に日に記憶をなくし、灰音のことすら忘れていた。しかし後に記憶を取り戻し、和仁への愛を告げ、樹と互いに別れを告げた。
最終回では、第4子（灰音を含む）を妊娠した。
香宮 小牧（かみや こまき） 現在の階級は《銀》（中等部にて）
6月12日生まれのA型。灰音の異父妹。人気投票では見事1位を獲得。
帝国学園中等部生徒会長。ウェーブのかかった黒髪の少女。幼い頃から灰音と仲が良かったが、再会した後は灰音の婚約者であった閑雅（高成）に言い寄り、姉に対しては冷たく接していた。いわゆる「お嬢様喋り」であるがゆえに一見高飛車な性格に思われがちだが、本心は灰音を慕っていて彼女の幸せを心から願っており、冷たい態度は、かつて5000万円で売られた姉が再び「香宮家の道具」にされることを恐れ、閑雅（高成）に頼み込んで閑雅の婚約者であると灰音達を騙すことで、灰音が香宮家に戻らないように仕向けようとした為である（後に灰音に対して無礼な発言をした橘を叱った事でボロが出てしまったが）。記憶を失っていた母の言葉で、灰音が異父姉ということに勘付いていた。
最初、乙宮家の灰音の様子を探る為に彼女と暮らす草芽を副会長に任命するが、草芽に惚れてしまう。学園祭のイベントで草芽に告白し、現在は草芽と付き合っている。
名前は作者の地元・愛知県の小牧市からとられた。
香宮 橘（かみや たちばな） 現在の階級は《銀》（初等部にて）
10月18日生まれのA型。灰音の異父弟。人気投票では、ツカサと同票で20位。
帝国学園初等部1年生。生後間もなく灰音が乙宮に養女に出された為、小牧以外の姉の存在を知らなかった。父親似。
小学1年生とは思えぬ程の尊大な態度と饒舌ぶりを見せるが、根は良い子で多少意地っ張り。当初は灰音に対して尊大な態度で接していたが、灰音が姉である事を知ってからは灰音に懐き、草芽と灰音を取り合っている。灰音が香宮家に戻り、一緒に暮らすことを願っている。
橘が灰音を慕うのは、実母の舞加が当初記憶喪失で忘我状態の為、彼女にそっくりな灰音に母性を求めているからでもある。実は彼女持ち。

### 乙宮家
乙宮 樹（おとみや いつき）
6月30日生まれのA型。灰音の実の父親。人気投票では19位。
第38代帝国学園皇帝。独身の頃に香宮家から5000万円で灰音を買う。以来灰音を大切にしていて、心から応援している。
子供を成せない体であると診断されていたが、舞加との間に灰音が生まれている。
乙宮家具という会社の社長。性格は温厚。しかし、灰音がかつて皇帝であった和仁を尊敬していることに嫉妬し「自分も皇帝だった」とアピールしたことがある。灰音を引き取った後、未亡人だった緑香に一目惚れし結婚する。
学生時代、香宮和仁に生徒会長の座と恋人の舞加を取られてしまった。現在は和解しており、和仁とは良い父親コンビである。
乙宮 緑香（おとみや りょくか）
声 - 増田ゆき
2月24日生まれのO型。灰音の義母。人気投票では30位。
美人で温厚な性格。未亡人だったが、前の夫との子供である草芽を連れて樹と再婚した。編み物が趣味で、料理が好き。血の繋がらない灰音を心から気遣い、本当の子供のように思っている。
帝国学園OGで、舞加に憧れていた。
名前の読み方は「りょくか」だが、灰音には「りょっかさん」と呼ばれることもある。
草芽を「くーちゃん」と呼んでいる。なお遺伝学的に通常O型の親からAB型の子（草芽）は産まれない筈だが、もし前の夫が通常AB型のトランスAB型ではなくAB型の亜種であるシスAB型ならば産まれる可能性がある。が、詳しい事は不明。
乙宮 草芽（おとみや くさめ） 現在の階級は《銀》（中等部にて）
声 - 柳井久代
5月1日生まれのAB型。帝国学園中等部副会長。人気投票では26位。
非常に優秀であり、初等部の頃から地道にポイントを溜めていき銀ランクになる。
緑香の前の夫との間の息子であり、灰音の義弟。乙宮家に初めて来た日から灰音に想いを寄せているが、全く気付いて貰えない。その上小牧が好きなのだと勘違いされてしまう。
小牧からの告白を断れず嫌々付き合っていたが、後に小牧が好きだと自覚し本物の恋人同士になる。なお、灰音の異父姉弟の橘とは灰音を間に挟んでの犬猿の仲。
母親の緑香からは「くーちゃん」と呼ばれている。

### 東宮家
桐彬（きりあき）
4月12日生まれのA型。閑雅に仕える東宮家の執事で、千里の部下。人気投票では31位。
性格は厳格かつ生真面目で普段は冷静沈着な人物に見えるが、たまに少し抜けたドジな一面も見せる。上司である千里を苦手とし、無茶をしてもそれが全て上手くいく千里に感心する一方、その軽薄な言動に呆れ、危なくて見ていられないと思っている。手に負えない事象が起こった際は千里を最終兵器と呼んで頼った。
十夜を可愛がっているつもりらしいが、灰音が東宮邸に入り込んだ際、十夜からは「お魚くわえたドラネコ」として敵視される。冷たい眼差しで感情を表情に表すことがほとんど無いため怖い人物と思われがちだが、閑雅の話をする時はとても優しげな笑みを浮かべる。
閑雅に忠実な為に閑雅の命令であれば他の使用人を傷つけることも厭わない。千里と共に灰音救出を手伝い、生徒会メンバーを車で送ったりなど高成サイドの人間に協力したこともある。また年齢は千里よりも1歳年下で、今と違って真面目な性格をしていた学生時代の千里に憧れを抱いていた。
東宮 愁一郎 （とうぐう しゅういちろう）
高成と閑雅の祖父。次の当主を2人のどちらかにするため、2人が7歳の頃試練を出した。後に灰音にも同じ試練を出す。なお、双子が生まれた際に使われるこの試練に敗れた方は事故死した者として扱われ、影武者となる定めだったらしい。彼のしたことは高成と閑雅が現在の性格になり、同時に2人が仲違いする原因となった。
東宮 春日（とうぐう かすが）
灰音のヤンキー時代の仲間。通称「暗黒人魚姫（ダークマーメイド）」。閑雅と高成の親戚。普段はいわゆる『お嬢様言葉』で喋る。ヤンキーをしている理由は日頃のウサを晴らすためである。
喧嘩のときに背中を預けるほど灰音を気に入っており、彼女がグループを抜けることを認めたくないが為に、彼女の前歯を折った張本人。
灰音の前では舞加誘拐の計画を立て､実行するそぶりを見せるが、一方で高成に舞加誘拐の計画を話したり、灰音が再度ヤンキーをやめるきっかけを画策することから、彼女の本当の意味での幸せを心から望んでいる。
桐彬にずっと片思いしていて、振り向いて貰うためヤンキーを辞めたことが最終回で判明。
東宮 莢果（とうぐう きょうか）
閑雅と高成の伯母。抄花の双子の姉。
高成が離れの座敷牢に軟禁されているので助けて欲しいと、顔合わせに訪れた灰音に頼む。その際、動きやすい服のほうが良かろうと思い、花瓶の水を灰音にかけ、どさくさにまぎれて灰音を屋敷の一室に連れ出し、自身が用意した服に着替えさせるという荒業をやってのけた（しかも、灰音がもともと着ていた服より、夾果が用意したものの方が高いらしい）。
東宮 抄花（とうぐう しょうか）
閑雅と高成の母。夾果の影武者だった。閑雅と同じ白血病を患っており、千里と駆け落ちをしたが途中遭難して死亡。

## 用語
帝国学園（ていこくがくえん）
私立の名門校。作中では初等部から大学部までが確認されている。主に会社社長の子息が通っており、数は少ないものの外部からの編入生もいる。本作の主な舞台は高等部で、大階段のある正門は、皇帝が登校する際にだけ開かれる。
ランク分け
帝国学園の生徒は家柄・資産などによって3つのランクに分けられている（プラチナは例外）。学園ではランクが上の生徒ほど偉い、という考えが根付いている。
金
高等部生徒会会長のみに与えられるランク。学園における最高権力者で通称「皇帝」。私室あり。銀ランクの生徒でさえ、謁見には手続きがいる。
銀
学園に多額の寄付をすることによって与えられるランク。大金持ち・旧家・名家の人間が多い。稀に、学園に貢献することによって与えられるポイントを一万点貯めることによって、このランクを与えられる生徒もいる（草芽がそれである）が、減点（空中庭園への無断出入・集会中の私語などによる）等もあるため現実的にはかなり難しい。空中庭園・カフェテリアの利用が可能。制服のシャツも自由に着ることができる。
銅
一般生徒に与えられるランク。学生食堂の利用が可能。制服は地味に。みじめ。
プラチナ
皇帝の恋人にのみ与えられるランク。金より下、銀より上級の特別身分。学園行事に代表として参加するほか、皇帝代行やダンスパーティーのメインで踊ることなどができる。この「プラチナ制度」は、皇帝が銀以下の生徒と恋愛関係・婚約関係になった場合に、その生徒と皇帝の面目を保つ為に作られた身分制度である。歴代のプラチナの92%は、そのまま皇帝と結婚している。創設者は香宮和仁であり、初代プラチナには舞加が選ばれた。

高等部生徒会（こうとうぶせいとかい）
皇帝をトップとする生徒会組織。役員の1人であるまおらがメンバー個別にデザインした、通常とは異なる制服が特徴。生徒会室には常に予備の制服が置いてある。
空中庭園（くうちゅうていえん）
校内にある庭園。銀ランクになれば利用可能。大きな木があり、閑雅（高成）は会議をサボるためにここの木に登っていた。
外道（げどう）
リーダーの辻宮征光を中心に、計5人で構成されていた不良グループ。表面上は生徒会に反感を持つ人間が集まったグループだったが、実際は代々生徒会が表立って解決できない問題を請け負う極秘機関であった。閑雅（高成）の提案した外道制度の廃止に納得がいかずクーデターを起こして生徒会潰しにかかるも灰音に阻止され惨敗。更生後は全員が風紀委員の役職に就いた。
メンバーには灰音と同じ小学校に通っていた外部（編入生）の生徒や、常にお面のような物を顔に付けている者（作者曰く、実はこの人物が一番美少年だという）などがいる。征光には「ぼうやたち」と呼ばれている。人気投票では26位。
マルチメディア部（- ぶ）
部長立宮、部員A、部員B（名前不明）からなっていると思われる、いわゆる学園内のマスコミ。通称マルメ。学園新聞・号外の作成、帝国学園のサイト運営などが主な仕事であり、学園のスター軍団（主に生徒会メンバー）のスクープを日夜追っている。また、ただスクープを追うだけでなく、皇帝不信任（リコール）の選挙を仕切るなど、公的な行事にも関わっている。部員A、Bは立宮をかなり崇拝しており、立宮絶対主義である。
灰音は入学早々この部員らにより自身の香宮家での過去などを暴露され、あまり快く思っていないようである。部長である立宮が皇帝を慕うこともあってか灰音を特にマークしているようであり、その後も灰音などのスキャンダルを実際より大げさに公開したりした。人気投票では25位。
忘れられない魔女の歌
作中に登場する架空の絵本。作者は東宮閑雅とされているが、本当の作者は東宮高成である。
灰音は誕生日に父親・香宮和仁からこの本をプレゼントされ、父親と共に出たパーティーで閑雅と出会ったのをきっかけに恋心を抱くようになった。
この物語は、作者が別作品『時空異邦人KYOKO』に登場するキャラクター・夜深（やみ）の、短期の連載終了により描ききれなかったエピソードをリメイクしたものである（エピソードに登場する「時の姫君」とは、同作品の主人公・響古（きょうこ）のことである）。10巻の特装版に別冊として全内容を掲載した。

## 併録作品
単行本の8巻と11巻にそれぞれ1本の読切りが併録されている。

### 少女イブ☆林檎じかけの24時
「少女イブ☆林檎じかけの24時」（しょうじょイブりんごじかけの24じ、英称：Eve's applework 24hours）は種村による読切作品。『2007年りぼん春の超びっくり大増刊号』に掲載、『紳士同盟†』8巻に併録されている。種村にとっては「吟遊名華」以来4年ぶりの読み切り作品である。また同雑誌の表紙及び巻頭カラーを飾った。
自身の外見のために友人を彼氏と破局させた過去を持ち、可愛いことをコンプレックスにしている少女・白鳥イブの恋愛模様を描いた作品。

### 海の地球儀・夜想曲
「海の地球儀・夜想曲」（うみのちきゅうぎ・ノクターン）は種村による読切作品。『2007年秋の大増刊号りぼんスペシャル』（集英社）に掲載、『紳士同盟†』11巻に併録されている。
芸能人の娘で本人もモデルとして活躍している中学2年生の少女国立菜乃（くにたち なの）と彼女が憧れるクラスの担任暁（あかつき）先生との恋愛模様を描いた作品。

## 書籍情報
脇役メインの番外編がしばしば発表されている。作者・種村有菜曰く、「漫画の本筋には直接関わりのない話」らしい。またこの他に4コマなどの、ギャグ主体の番外もしばしば発表されている。（）内は表紙のキャラクターである。

### 単行本
| 単行本 | 話数   | 収録話 | 書籍情報 |
| ------ | ------ | --- | --- |
| 第1巻  | 第1話  | 皇帝上等☆ | 2005年2月15日発売（灰音） ISBN 978-4-08-856590-3 |
| 第1巻  | 第2話  | 揺れる恋心! 生徒会は謎だらけ!? | 2005年2月15日発売（灰音） ISBN 978-4-08-856590-3 |
| 第1巻  | 第3話  | 黒幕は誰だ☆富士山の大きさは登った者しか分からない!? | 2005年2月15日発売（灰音） ISBN 978-4-08-856590-3 |
| 第1巻  | 第4話  | 今より強くなるために、あなたを信じていいですか? | 2005年2月15日発売（灰音） ISBN 978-4-08-856590-3 |
| 第1巻  | 番外編 | 紫陽花、はせる想い雨に秘ゆ。（主人公／天宮潮） | 2005年2月15日発売（灰音） ISBN 978-4-08-856590-3 |
| 第2巻  | 第5話  | TOMODACHI 06 | 2005年7月15日発売（高成） ISBN 978-4-08-856623-8 |
| 第2巻  | 第6話  | そんな、君が、好きだよ。 | 2005年7月15日発売（高成） ISBN 978-4-08-856623-8 |
| 第2巻  | 第7話  | 皇帝論☆かくも深きお心なのであった。 | 2005年7月15日発売（高成） ISBN 978-4-08-856623-8 |
| 第2巻  | 第8話  | 二人の皇帝 | 2005年7月15日発売（高成） ISBN 978-4-08-856623-8 |
| 第2巻  | 第9話  | 姫と絵本と王子様 | 2005年7月15日発売（高成） ISBN 978-4-08-856623-8 |
| 第3巻  | 第10話 | 夜明けのエチュード | 2005年12月15日発売（潮） ISBN 978-4-08-856656-6 |
| 第3巻  | 第11話 | 君と向き合うことが、僕に許された強さだった。 | 2005年12月15日発売（潮） ISBN 978-4-08-856656-6 |
| 第3巻  | 第12話 | 文化祭合宿4泊5日☆うきうき夏のトロピカルジュース青汁風味 | 2005年12月15日発売（潮） ISBN 978-4-08-856656-6 |
| 第3巻  | 第13話 | 海とバレエ・偽物の恋 | 2005年12月15日発売（潮） ISBN 978-4-08-856656-6 |
| 第3巻  | 第14話 | 奇跡みたいになんでもないよ | 2005年12月15日発売（潮） ISBN 978-4-08-856656-6 |
| 第4巻  | 第15話 | 真栗・ヒトリゴト | 2006年5月15日発売（真栗） ISBN 978-4-08-856681-8 |
| 第4巻  | 第16話 | 硝子・魔法のシンデレラ | 2006年5月15日発売（真栗） ISBN 978-4-08-856681-8 |
| 第4巻  | 第17話 | 太陽の雪・月の氷 | 2006年5月15日発売（真栗） ISBN 978-4-08-856681-8 |
| 第4巻  | 第18話 | さようなら! プラチナ!! | 2006年5月15日発売（真栗） ISBN 978-4-08-856681-8 |
| 第4巻  | 番外編 | まおらの初恋ラビリンス（主人公／一ノ宮由貴（過去話）） | 2006年5月15日発売（真栗） ISBN 978-4-08-856681-8 |
| 第4巻  | 番外編 | 僕は夜を行く。（主人公／十夜） | 2006年5月15日発売（真栗） ISBN 978-4-08-856681-8 |
| 第4巻  | 番外編 | 君に恋する月曜日（主人公／香宮小牧） | 2006年5月15日発売（真栗） ISBN 978-4-08-856681-8 |
| 第4巻  | 番外編 | 郵便屋さん配達日記（主人公／郵便屋さん） | 2006年5月15日発売（真栗） ISBN 978-4-08-856681-8 |
| 第4巻  | 番外編 | りーこ☆行け行け初恋物語!!（主人公／理恵子） | 2006年5月15日発売（真栗） ISBN 978-4-08-856681-8 |
| 第5巻  | 第19話 | 積み重ねてきたのは笑顔、心からの。 | 2006年9月15日発売（由貴・女装ver.＆オコリマクリ） ISBN 978-4-08-856703-7 |
| 第5巻  | 第20話 | 父様が愛するもの、白い世界 | 2006年9月15日発売（由貴・女装ver.＆オコリマクリ） ISBN 978-4-08-856703-7 |
| 第5巻  | 第21話 | 恋一夜 | 2006年9月15日発売（由貴・女装ver.＆オコリマクリ） ISBN 978-4-08-856703-7 |
| 第5巻  | 第22話 | 真夜中の迷宮 | 2006年9月15日発売（由貴・女装ver.＆オコリマクリ） ISBN 978-4-08-856703-7 |
| 第5巻  | 番外編 | 草芽と小牧と恋の鍵（主人公／乙宮草芽） | 2006年9月15日発売（由貴・女装ver.＆オコリマクリ） ISBN 978-4-08-856703-7 |
| 第6巻  | 第23話 | たった1つの『大恋愛』 | 2007年1月15日発売（由貴・郵便屋ver.＆シュトラール＆ぱる） ISBN 978-4-08-856721-1 |
| 第6巻  | 第24話 | 想いの残骸 | 2007年1月15日発売（由貴・郵便屋ver.＆シュトラール＆ぱる） ISBN 978-4-08-856721-1 |
| 第6巻  | 第25話 | まおら☆センセーション!! | 2007年1月15日発売（由貴・郵便屋ver.＆シュトラール＆ぱる） ISBN 978-4-08-856721-1 |
| 第6巻  | 第26話 | 嵐のヒロイン!〜ご機嫌ナナメなお嬢様〜 | 2007年1月15日発売（由貴・郵便屋ver.＆シュトラール＆ぱる） ISBN 978-4-08-856721-1 |
| 第6巻  | 第27話 | 『ひとつじゃない』 | 2007年1月15日発売（由貴・郵便屋ver.＆シュトラール＆ぱる） ISBN 978-4-08-856721-1 |
| 第6巻  | 番外編 | 灰音は誰のお姉ちゃん!?（主人公／乙宮草芽） | 2007年1月15日発売（由貴・郵便屋ver.＆シュトラール＆ぱる） ISBN 978-4-08-856721-1 |
| 第7巻  | 第28話 | 鼓動が急かす、桜の扉 | 2007年5月15日発売（千里＆十夜＆桐彬） ISBN 978-4-088-56741-9 |
| 第7巻  | 第29話 | 『Open my heart』幻想曲 | 2007年5月15日発売（千里＆十夜＆桐彬） ISBN 978-4-088-56741-9 |
| 第7巻  | 第30話 | 吐息を奏でるように | 2007年5月15日発売（千里＆十夜＆桐彬） ISBN 978-4-088-56741-9 |
| 第7巻  | 第31話 | 咲く紫陽花はいつも雨の中で | 2007年5月15日発売（千里＆十夜＆桐彬） ISBN 978-4-088-56741-9 |
| 第7巻  | 第32話 | 『追憶』を歌うカナリア | 2007年5月15日発売（千里＆十夜＆桐彬） ISBN 978-4-088-56741-9 |
| 第7巻  | 番外編 | まおらのマインドオラクルジェネレーション☆（主人公／一ノ宮由貴） | 2007年5月15日発売（千里＆十夜＆桐彬） ISBN 978-4-088-56741-9 |
| 第8巻  | 第33話 | 隣より近く、君を想えば、こんな夜にも | 2007年9月14日発売（小牧） ISBN 978-4-08-856767-9 |
| 第8巻  | 第34話 | 哀しみの記憶 | 2007年9月14日発売（小牧） ISBN 978-4-08-856767-9 |
| 第8巻  | 第35話 | 舞姫と金色のエチュード | 2007年9月14日発売（小牧） ISBN 978-4-08-856767-9 |
| 第8巻  | 番外編 | オコリマクリ君といっしょ!<1>・<2>（主人公／オコリマクリ&ぱる） | 2007年9月14日発売（小牧） ISBN 978-4-08-856767-9 |
| 第8巻  | 番外編 | 恋愛迷宮（主人公／天宮潮） | 2007年9月14日発売（小牧） ISBN 978-4-08-856767-9 |
| 第8巻  | 読み切 | 少女イブ☆林檎じかけの24時 | 2007年9月14日発売（小牧） ISBN 978-4-08-856767-9 |
| 第9巻  | 第36話 | 深海の歯車 | 2008年1月15日発売（和仁&舞加） ISBN 978-4-08-856793-8 |
| 第9巻  | 第37話 | 孤独を馳せる、漆黒の星 | 2008年1月15日発売（和仁&舞加） ISBN 978-4-08-856793-8 |
| 第9巻  | 第38話 | ごめんなさい、父様。 | 2008年1月15日発売（和仁&舞加） ISBN 978-4-08-856793-8 |
| 第9巻  | 第39話 | epilogue | 2008年1月15日発売（和仁&舞加） ISBN 978-4-08-856793-8 |
| 第9巻  | 番外編 | 苺みるくとチョココーヒー（主人公／チョコ先生） | 2008年1月15日発売（和仁&舞加） ISBN 978-4-08-856793-8 |
| 第10巻 | 第40話 | 1秒先にまで | 2008年5月15日発売 （表紙：閑雅、特装版裏表紙：灰音・高成） 通常版：ISBN 978-4-08856812-6 特装版：ISBN 978-4-08782173-4 特装版のみ 高成著/忘れられない魔女の歌（絵本）収録。 ケース表：生徒会メンバー、裏：灰音 |
| 第10巻 | 第41話 | 忘れられない魔女の歌 | 2008年5月15日発売 （表紙：閑雅、特装版裏表紙：灰音・高成） 通常版：ISBN 978-4-08856812-6 特装版：ISBN 978-4-08782173-4 特装版のみ 高成著/忘れられない魔女の歌（絵本）収録。 ケース表：生徒会メンバー、裏：灰音 |
| 第10巻 | 第42話 | 木の葉みたいに置き去りに破れて | 2008年5月15日発売 （表紙：閑雅、特装版裏表紙：灰音・高成） 通常版：ISBN 978-4-08856812-6 特装版：ISBN 978-4-08782173-4 特装版のみ 高成著/忘れられない魔女の歌（絵本）収録。 ケース表：生徒会メンバー、裏：灰音 |
| 第10巻 | 第43話 | 寄る辺なき星の王国 | 2008年5月15日発売 （表紙：閑雅、特装版裏表紙：灰音・高成） 通常版：ISBN 978-4-08856812-6 特装版：ISBN 978-4-08782173-4 特装版のみ 高成著/忘れられない魔女の歌（絵本）収録。 ケース表：生徒会メンバー、裏：灰音 |
| 第10巻 | 第44話 | 恋を失うときは | 2008年5月15日発売 （表紙：閑雅、特装版裏表紙：灰音・高成） 通常版：ISBN 978-4-08856812-6 特装版：ISBN 978-4-08782173-4 特装版のみ 高成著/忘れられない魔女の歌（絵本）収録。 ケース表：生徒会メンバー、裏：灰音 |
| 第11巻 | 第45話 | 悲しみは夜に置いて | 2008年11月14日発売（生徒会メンバー） 通常版：ISBN 978-4-08-856849-2 特装版：ISBN 978-4-08-782192-5 特装版のみ 紳士同盟†イラスト入りトランプ付属。 外箱イラスト：灰音                                           |
| 第11巻 | 第46話 | THE HAPPY END | 2008年11月14日発売（生徒会メンバー） 通常版：ISBN 978-4-08-856849-2 特装版：ISBN 978-4-08-782192-5 特装版のみ 紳士同盟†イラスト入りトランプ付属。 外箱イラスト：灰音                                           |
| 第11巻 | 最終話 | あきらめるならここまでだ、あきらめないなら一緒に行こう | 2008年11月14日発売（生徒会メンバー） 通常版：ISBN 978-4-08-856849-2 特装版：ISBN 978-4-08-782192-5 特装版のみ 紳士同盟†イラスト入りトランプ付属。 外箱イラスト：灰音                                           |
| 第11巻 | 番外編 | - 全体を通したタイトルなし（主人公／乙宮灰音・東宮高成） - episode 1:STRAWBERRY TIME（主人公／香宮和仁・舞加） - episode 2:合格です（主人公／成宮千里・天宮潮） - episode 3:catch your heart（主人公／辻宮真栗・まおら） | 2008年11月14日発売（生徒会メンバー） 通常版：ISBN 978-4-08-856849-2 特装版：ISBN 978-4-08-782192-5 特装版のみ 紳士同盟†イラスト入りトランプ付属。 外箱イラスト：灰音                                           |
| 第11巻 | 読み切 | 海の地球儀・夜想曲 | 2008年11月14日発売（生徒会メンバー） 通常版：ISBN 978-4-08-856849-2 特装版：ISBN 978-4-08-782192-5 特装版のみ 紳士同盟†イラスト入りトランプ付属。 外箱イラスト：灰音                                           |
| 第11巻 | 番外編 | 〜うたかたの姫君〜（主人公／天宮潮） | 2008年11月14日発売（生徒会メンバー） 通常版：ISBN 978-4-08-856849-2 特装版：ISBN 978-4-08-782192-5 特装版のみ 紳士同盟†イラスト入りトランプ付属。 外箱イラスト：灰音                                           |
| 第11巻 | おまけ | 紳クロ 設定資料集 | 2008年11月14日発売（生徒会メンバー） 通常版：ISBN 978-4-08-856849-2 特装版：ISBN 978-4-08-782192-5 特装版のみ 紳士同盟†イラスト入りトランプ付属。 外箱イラスト：灰音                                           |

### イラスト集
『紳士同盟†』種村有菜イラスト集 2008年6月13日発売。ISBN 9784087821727

## コラボレーション
- Alice Closet（DMM GAMES、2021年6月7日～6月16日にかけてコラボ） - 灰音・高成・小牧・潮達をイメージしたコーデガチャと、郵便屋さんをイメージしたコーデがもらえるキャンペーン・ログインボーナスが登場。